# Doxocopa mathani
Doxocopa mathani är en fjärilsart som beskrevs av Charles Oberthür 1914. Doxocopa mathani ingår i släktet Doxocopa och familjen praktfjärilar. Inga underarter finns listade i Catalogue of Life.